# کرار عامر
کرار عامر (عربی: كَرَّار عَامِر؛ زادهٔ ۱۶ اکتبر ۱۹۹۴) بازیکن فوتبال اهل عراق است.
وی همچنین در تیم ملی فوتبال عراق بازی کرده‌است.